# Hallaröd (naturreservat)
Hallaröd är ett naturreservat i Höörs kommun i Skåne län i direkt anslutning till Hallaröds kyrkby.
Området är naturskyddat sedan 2015 och är 32 hektar stort. Det består främst av ädellövskog med bland annat ett flertal rödlistade lavar. Reservatet instiftades utifrån strategin att den skulle bilda centrum och sammanbinda värdetrakten Allarps Bjär-Hallaröd-Bjäret/Dagstorpssjön, där 16 av Sveriges 19 fladdermusarter förekommer, däribland de flesta av de hotade arterna. 